# Čadraže
Čadraže so naselje v Občini Šentjernej.
Naselje se je vsrednjeveških listinah prvikrat omenja 1360 kot Dorf cze Sadras in kot Tschadras. 
Danes je v vasi cerkev svetega Urha, ki stoji na hribčku. Nazadnje je bila prezidavana leta 1976.